# C. E. Feiling
C. E. Feiling, eigentlich Carlos Eduardo Antonio Feiling (* 5. Juni 1961 in Rosario, Provinz Sante Fe; † 22. Juli 1997 in Buenos Aires), war ein argentinischer Schriftsteller.
Feiling studierte an der Universidad de Buenos Aires u. a. Sprachwissenschaften und Pädagogik. Sofort im Anschluss an sein Studium betraute man ihn mit einem Lehrauftrag für Philosophie an der Universidad Nacional de Lomas de Zamora (Gran Buenos Aires) und der Universidad de San Andrés. Später wechselte er als Lektor für Lateinamerikanische Literatur an die University of Nottingham.
Feilings erste literarische Versuche reichen bis in die Zeit seines Studiums zurück; er konnte aber erst 1992 als Schriftsteller debütieren. Bekannt wurde er unter C. E. Feiling und unter diesem Namen veröffentlichte er auch alle seine Werke.
Feiling erkrankte an Leukämie und starb sieben Wochen nach seinem 36. Geburtstag am 22. Juli 1997. Sein vierter Roman „La tierra esmeralda“ blieb unvollendet.
2020 entstand der Spielfilm El prófugo, den die argentinische Regisseurin Natalia Meta frei nach Feilings Roman El mal menor inszenierte.

## Werke (Auswahl)
Romane
- El agua electrizada. Editorial Sudamericana, Buenos Aires 1992, ISBN 950-07-0743-8.
- El mal menor. Editoria Planeta, Buenos Aires 1996, ISBN 950-742-710-4.
- Un poeta nacional. Editorial Sudamericana, Buenos Aires 1993, ISBN 950-07-0862-0.

Lyrik
- Amor a Roma. Editorial Sudamericana, Buenos Aires 1995, ISBN 950-07-1083-8.

Werkausgabe
- Los cuatro elementos. Tre novelas y un bonus track. Grupo Norma, Buenos Aires 2007, ISBN 978-987-545-453-8 (enthält: „El agua electrizada“, „Un poeta nacional“, „el mal menor“ und das erste Kapitel von „La tierra esmeralda“).

| Personendaten    | Personendaten                                     |
| ---------------- | ------------------------------------------------- |
| NAME             | Feiling, C. E.                                    |
| ALTERNATIVNAMEN  | Feiling, Carlos Eduardo Antonio (wirklicher Name) |
| KURZBESCHREIBUNG | argentinischer Schriftsteller                     |
| GEBURTSDATUM     | 5. Juni 1961                                      |
| GEBURTSORT       | Rosario, Provinz Sante Fe                         |
| STERBEDATUM      | 22. Juli 1997                                     |
| STERBEORT        | Buenos Aires                                      |